# Бразабрантис
Бразабрантис (порт. Brazabrantes)  —  муниципалитет в Бразилии, входит в штат Гояс. Составная часть мезорегиона Центр штата Гойас. Находится в составе крупной городской агломерации . Входит в экономико-статистический  микрорегион Анаполис. Население составляет 3096 человек на 2006 год. Занимает площадь 123,548 км². Плотность населения — 25,1 чел./км².

## История
Город основан в 1958 году.

## Статистика
- Валовой внутренний продукт на 2003 год составляет 15 488 076,00 реалов (данные: Бразильский институт географии и статистики).
- Валовой внутренний продукт на душу населения на 2003 год составляет 5255,54 реалов (данные: Бразильский институт географии и статистики).
- Индекс развития человеческого потенциала на 2000 год составляет 0,749 (данные: Программа развития ООН).

## География
Климат местности: тропический.